# Avène
Avène – miejscowość i gmina we Francji, w regionie Oksytania, w departamencie Hérault.
Według danych na rok 1990 gminę zamieszkiwało 269 osób, a gęstość zaludnienia wynosiła 4 osoby/km² (wśród 1545 gmin Langwedocji-Roussillon Avène plasuje się na 650. miejscu pod względem liczby ludności, natomiast pod względem powierzchni na miejscu 22.). Miejscowość znana z produkcji kosmetyków o tej samej nazwie. 
W miejscowości Avène znajduje się uzdrowisko dermatologiczne całkowicie poświęcone dermatologii i naukowemu wodolecznictwu. 